# Cléber Guedes de Lima
Cléber Guedes de Lima o simplement Cléber (nascut el 29 d'abril de 1974 en Brasília) és un futbolista brasiler que actualment juga de defensa pel Wisła Kraków.